# Brie-Comte-Robert
Brie-Comte-Robert is een gemeente in het Franse departement Seine-et-Marne (regio Île-de-France) en telt 13.397 inwoners (1999). De plaats maakt deel uit van het arrondissement Melun.

## Geografie
De oppervlakte van Brie-Comte-Robert bedraagt 19,9 km², de bevolkingsdichtheid is 673,2 inwoners per km².
De onderstaande kaart toont de ligging van Brie-Comte-Robert met de belangrijkste infrastructuur en aangrenzende gemeenten.

## Demografie
Onderstaande figuur toont het verloop van het inwonertal (bron: INSEE-tellingen).